# Tourist Trophy 1964
Il Tourist Trophy fu la quarta prova del motomondiale 1964, nonché la 46ª edizione della prova.
Si svolse l'8, il 10 e il 12 giugno 1964 e vi corsero tutte le classi disputate in singolo (per la classe 350 si trattò della centesima prova dalla sua istituzione nel 1949, nonché della prima prova stagionale, non gareggiava dal GP delle Nazioni dell'anno precedente), nonché i sidecar. Gareggiarono per prime l'8 giugno la 250 e i sidecar, il 10 si svolsero le gare della 350 e della 125, il 12 giugno quelle della 50 e della 500; tutte le prove si svolsero sul Circuito del Mountain.
I vincitori furono: Mike Hailwood si impose nella classe 500 in sella a MV Agusta, Jim Redman nella 350 e nella 250 su Honda, Luigi Taveri in 125 su Honda e Hugh Anderson in 50 su Suzuki; l'equipaggio tedesco Max Deubel/Emil Hörner si impose tra i sidecar.
Anche quest'anno ci furono degli incidenti mortali, sia in prova che in gara: in quest'occasione ne fecero le spese gli equipaggi delle motocarrozzette con due passeggeri deceduti, Brian Cockell in prova e Peter Laurence Essery in gara.

## Classe 500
Al Senior TT, gara conclusiva del gran premio disputata venerdì 12 giugno, furono 71 i piloti alla partenza e 27 vennero classificati al termine della gara. Tra i piloti ritirati vi furono Mike Duff, Gyula Marsovszky e Phil Read.

### Arrivati al traguardo (prime 20 posizioni)
| Pos. | Pilota         | Moto      | Tempo      | Punti |
| ---- | -------------- | --------- | ---------- | ----- |
| 1    | Mike Hailwood  | MV Agusta | 2h 14:33.8 | 8     |
| 2    | Derek Minter   | Norton    | +3:22.8    | 6     |
| 3    | Fred Stevens   | Matchless | +6:20.8    | 4     |
| 4    | Derek Woodman  | Matchless | +6:31.8    | 3     |
| 5    | Griff Jenkins  | Norton    | +8:30.6    | 2     |
| 6    | William McCosh | Matchless | +8:40.6    | 1     |
| 7    | Brian Setchell | Norton    | +8:41.2    |       |
| 8    | Charlie Ward   | Norton    | +9:59.0    |       |
| 9    | John Cooper    | Norton    | +10:02.0   |       |
| 10   | Derek Lee      | Matchless | +10:26.2   |       |
| 11   | Peter Bettison | Norton    | +10:32.8   |       |
| 12   | Alan Harris    | Matchless | +10:58.2   |       |
| 13   | Jack Findlay   | Matchless | +11:32.0   |       |
| 14   | Jack Ahearn    | Norton    | +12:41.6   |       |
| 15   | John Simmonds  | Norton    | +12:49.0   |       |
| 16   | Don E. Watson  | Norton    | +12:51.0   |       |
| 17   | Dan Shorey     | Norton    | +14:27.2   |       |
| 18   | Alan Dugdale   | Matchless | +14:28.2   |       |
| 19   | Stuart Graham  | Matchless | +14:53.2   |       |
| 20   | Trevor Ritchie | Norton    | +14:53.8   |       |

## Classe 350
La gara si è disputata il 10 giugno; allo Junior TT furono 84 i piloti alla partenza e 52 quelli classificati al termine della corsa. Non prese la partenza Mike Hailwood mentre tra i ritirati vi furono Gilberto Milani, Alan Shepherd, Jack Findlay, František Šťastný e Jack Ahearn.

### Arrivati al traguardo (prime 10 posizioni)
| Pos. | Pilota        | Moto   | Tempo      | Punti |
| ---- | ------------- | ------ | ---------- | ----- |
| 1    | Jim Redman    | Honda  | 2h 17:55.4 | 8     |
| 2    | Phil Read     | AJS    |            | 6     |
| 3    | Mike Duff     | AJS    |            | 4     |
| 4    | Derek Minter  | Norton |            | 3     |
| 5    | Derek Woodman | AJS    |            | 2     |
| 6    | Joe Dunphy    | AJS    |            | 1     |
| 7    | Peter Darvill | AJS    |            |       |
| 8    | Syd Mizen     | AJS    |            |       |
| 9    | Paddy Driver  | AJS    |            |       |
| 10   | Chris Conn    | AJS    |            |       |

## Classe 250
Nel Lightweight TT, in programma l'8 giugno, furono 64 i piloti iscritti e solo 8 quelli classificati al termine della prova. Tra i ritirati vi furono quasi tutti i piloti in lizza per le prime posizioni del mondiale. Assente anche la Benelli il cui autocarro ha avuto un incidente durante il trasferimento all'Isola di Man.

### Arrivati al traguardo
| Pos. | Pilota           | Moto      | Tempo      | Punti |
| ---- | ---------------- | --------- | ---------- | ----- |
| 1    | Jim Redman       | Honda     | 2h 19:23.6 | 8     |
| 2    | Alan Shepherd    | MZ        |            | 6     |
| 3    | Alberto Pagani   | Paton     |            | 4     |
| 4    | Stanislav Malina | ČZ        |            | 3     |
| 5    | Roy Boughey      | Yamaha    |            | 2     |
| 6    | Clive Hunt       | Aermacchi |            | 1     |
| 7    | Tommy Robb       | Yamaha    |            |       |
| 8    | Reg Everett      | Greeves   |            |       |

## Classe 125
Nell'Ultra-Lightweight TT, disputato il 10 giugno, furono 60 i piloti alla partenza e 38 classificati al traguardo. Tra i ritirati, oltre a Alan Shepherd, vi furono Frank Perris, Hugh Anderson e Bert Schneider, cioè tutte le Suzuki ufficiali.

### Arrivati al traguardo (prime 10 posizioni)
| Pos. | Pilota           | Moto    | Tempo      | Punti |
| ---- | ---------------- | ------- | ---------- | ----- |
| 1    | Luigi Taveri     | Honda   | 1h 13:43.0 | 8     |
| 2    | Jim Redman       | Honda   |            | 6     |
| 3    | Ralph Bryans     | Honda   |            | 4     |
| 4    | Stanistav Malina | ČZ      |            | 3     |
| 5    | Walter Scheimann | Honda   |            | 2     |
| 6    | Bruce Beale      | Honda   |            | 1     |
| 7    | Bill Smith       | Honda   |            |       |
| 8    | Gary Dickinson   | Honda   |            |       |
| 9    | Dave Simmonds    | Tohatsu |            |       |
| 10   | Roland Föll      | Honda   |            |       |

## Classe 50
Nella gara riservata alla cilindrata minore furono 20 i piloti alla partenza e 15 risulta abbiano passato la linea del traguardo.

### Arrivati al traguardo (prime 10 posizioni)
| Pos. | Pilota               | Moto     | Tempo      | Punti |
| ---- | -------------------- | -------- | ---------- | ----- |
| 1    | Hugh Anderson        | Suzuki   | 1h 24:13.4 | 8     |
| 2    | Ralph Bryans         | Honda    |            | 6     |
| 3    | Isao Morishita       | Suzuki   |            | 4     |
| 4    | Hans-Georg Anscheidt | Kreidler |            | 3     |
| 5    | Mitsuo Itoh          | Suzuki   |            | 2     |
| 6    | Naomi Taniguchi      | Honda    |            | 1     |
| 7    | Luigi Taveri         | Kreidler |            |       |
| 8    | Tarquinio Provini    | Kreidler |            |       |
| 9    | Dave Simmonds        | Tohatsu  |            |       |
| 10   | I E Plumridge        | Honda    |            |       |

## Sidecar TT
Si trattò della 79ª prova disputata per le motocarrozzette dall'istituzione del motomondiale. Disputata l'8 giugno sulla distanza di 3 giri, furono 47 equipaggi alla partenza e 24 al traguardo.

### Arrivati al traguardo (posizioni a punti)
| Pos | Pilota            | Passeggero       | Moto    | Tempo      | Punti |
| --- | ----------------- | ---------------- | ------- | ---------- | ----- |
| 1   | Max Deubel        | Emil Hörner      | BMW     | 1h 16:13.0 | 8     |
| 2   | Colin Seeley      | Wally Rawlings   | FCS-BMW |            | 6     |
| 3   | Georg Auerbacher  | Beno Heim        | BMW     |            | 4     |
| 4   | Arsenius Butscher | Wolfgang Kalauch | BMW     |            | 3     |
| 5   | Terry Vinicombe   | Gary Golder      | Triumph |            | 2     |
| 6   | Tony Jackson      | Peter Hartill    | BMW     |            | 1     |